# 芸術座
芸術座（げいじゅつざ）は、東京都千代田区有楽町にあった東宝直営の演劇専用劇場。東宝本社ビル内4階（1階は日比谷映画、地下1階はみゆき座）にあった。客席数は約750と中規模であり、客席と舞台が近いのが特長だった。

## 歴史
- 1957年（昭和32年）4月25日 - 開館。こけら落としの演目は森繁久弥主演の「暖簾」。
- 1958年（昭和33年）11月 - 森光子が「花のれん」で芸術座初出演。
- 1959年（昭和34年）10月5日 - 「がめつい奴」初公演。翌年（1960年）7月17日まで9ヵ月に及ぶ日本初のロングラン興行[要出典]となる。
- 1961年（昭和36年）5月18日 - 同館で公開収録のコメディ番組「笑えば天国」がフジテレビで放送開始（～1966年7月28日）。
- 1961年10月20日 - 森光子主演の「放浪記」初公演。
- 1970年（昭和45年）1-2月、5-6月 - 「雪国」公演。若尾文子、内藤洋子主演。
- 1973年（昭和48年）4月4日 - 芸術座の生みの親であった菊田一夫が死去（享年66）。
- 1980年（昭和55年） - 東宝演芸場の閉鎖に伴い、東宝名人会の興行を引き継ぐ。
- 1990年（平成2年）9月23日 - 「放浪記」が通算上演回数1,000回を突破。
- 2004年（平成16年）6月 - 老朽化した東宝本社ビル建替えのため、解体を発表する。
- 2005年（平成17年）2月10日 - 東宝名人会最終公演「さよなら芸術座お名残番組」開催。
- 2005年3月4日～3月27日 - 森光子主演の「放浪記」を最終公演として閉館。最終日はカーテンコールで「祝・大千穐楽 あたたかいご声援をありがとうございました」と書かれたパネルが舞台上に掲げられ、48年の歴史に幕を閉じた。
- 2007年（平成19年）11月7日 - 同館跡地に新劇場『シアタークリエ』がオープンした。